# John Phillips (geòleg)

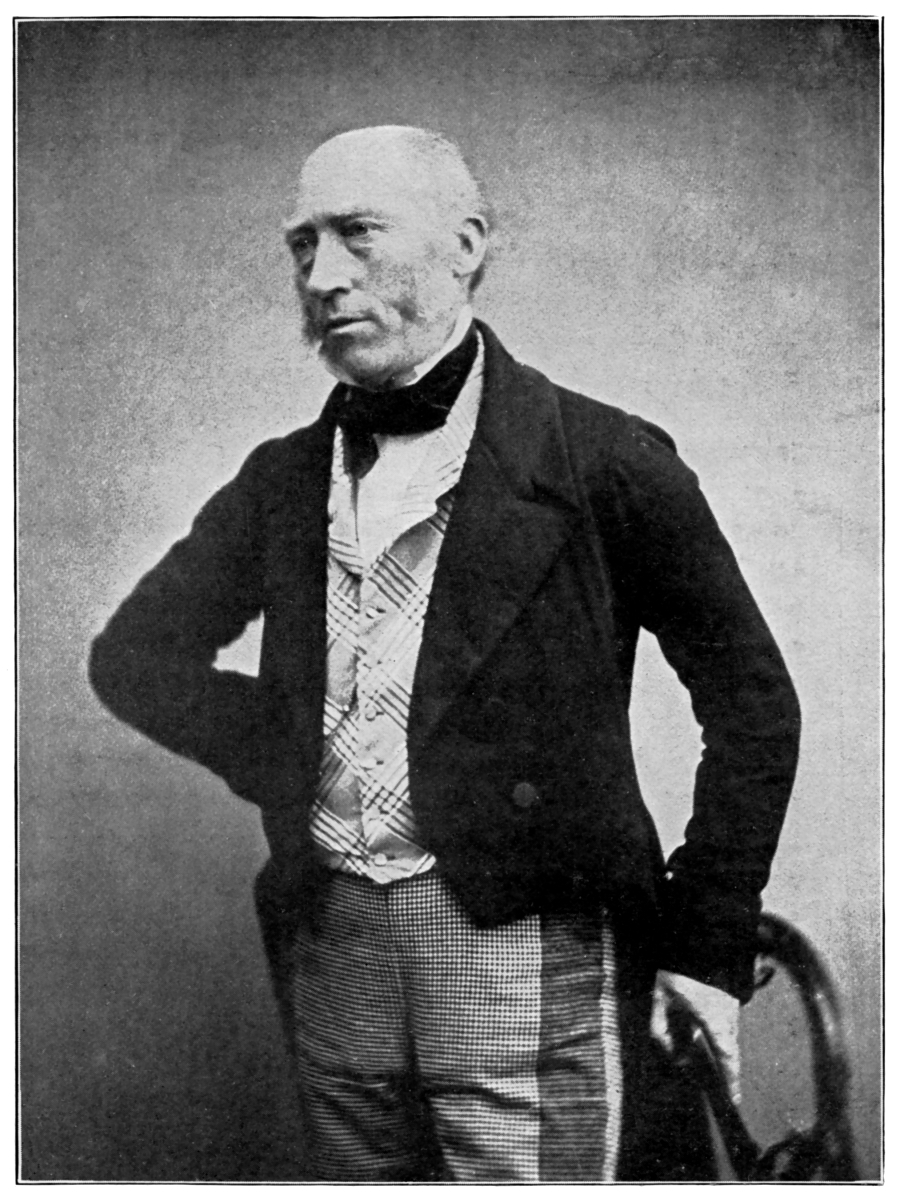
John Phillips

John Phillips FRS (25 de desembre de 1800 – 24 d'abril de 1874) va ser un geòleg anglès. L'any 1841 publicà la primera escala de temps geològic mundial basada en la correlació de fòssils i estrats geològics. També encunyà el terme Mesozoic.

## Biografia
Philips nasqué a Marden, Wiltshire. El seu pare pertanyia a una antiga família del País de Gal·les però estava assentat a Anglaterra i s'havia casat amb la germana de William 'Strata' Smith, conegut com el "Pare de la Geologia Anglesa". William Smith es va fer càrrec de l'infant John Philips quan els pares del nen moriren. Philips va passar treballar l'any 1826 al Museu de Yorkshire and secretary of the Yorkshire Philosophical Society at the same time as Henry Robinson was Librarian of the YPS.
L'any 1834 va esdevenir professor de geologia al King's College de Londres.
L'any 1834 Phillips va ser elegit fellow de la Royal Society. també va rebre la Wollaston Medal de la Geological Society of London. A partir de 1840 Phillips es va ocupar de l'estudi de fòssils del Palaeozoic de Devon, Cornuallad i West Somerset, i en va publicar una memòria descriptva (in 1841). Va estandarditzar l'ús del terme “Paleozoic” i va encunyar el terme Mesozoic. Va esdevenir professor de geologia de la Universitat de Dublin.

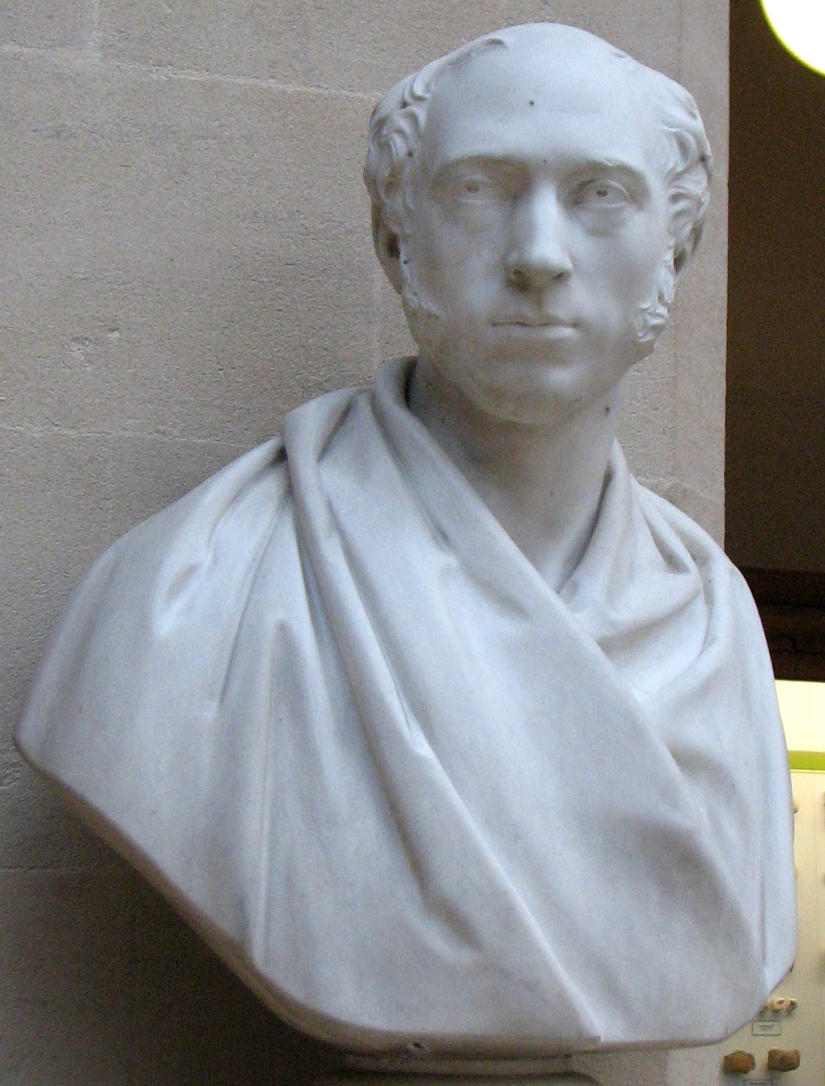
Bust de John Phillips al Oxford University Museum

Phillips també va fer observacions astronòmiques del planeta Mart durant l'oposició astronòmica de l'any 1862.
Cràters d'impacte de Mart i la Lluna reben el seu nom

## Alguns escrits
- On the Direction of the Diluvial Currents in Yorkshire (1827).
- Contribuí en els Philosophical Magazine, Journal of the Geological Society, i Geological Magazine.

- Illustrations of the Geology of Yorkshire (en dues parts, 1829 i 1836; 2nd ed. of pt. 1 in 1835; 3rd ed., edited by R. Etheridge, in 1875) Part 1 & Part 2;
- A Treatise on Geology (1837–1839);
- Memoirs of William Smith (1844);
- The Rivers, Mountains and Sea-Coast of Yorkshire (1853);
- Manual of Geology, Practical and Theoretical (1855);
- Life on the Earth: its Origin and Succession (1860);
- Mount Vesuvius (1869);
- Geology of Oxford and the Valley of the Thames (1871).